# ام کلثوم بنت محمد
ام کلثوم بنت محمد (به عربی: أم كلثوم بنت محمد) سومین دختر محمد پیامبر اسلام از همسر اولش خدیجه بنت خویلد بود.
ام کلثوم نخست با عتیبه بن ابی‌لهب ازدواج کرد. وقتی محمّد اعلام پیامبری کرد، ابولهب پسرش عتیبه را واداشت که ام کلثوم را طلاق دهد. پس از مرگ رقیه در سال ۲ هجری، ام کلثوم در سال سوم هجرت، به عقد عثمان درآمد. ام کلثوم در سال نهم پس از هجرت در مدینه درگذشت و در بقیع مدفون گشت.

## درگذشت
ام کلثوم در نوامبر یا دسامبر سال ۶۳۰ درگذشت. سپس علی، اسامه بن زید و ابوطلحه جنازه او را دفن کردند.